# Longos (Ahaia)
Longos  este un oraș în Grecia în Prefectura Ahaia.